# Liu Shiying
Liu Shiying (刘诗 颖S; Yantai, 24 settembre 1993) è una giavellottista cinese, campionessa olimpica a Tokyo 2020.

## Palmarès
| Anno | Manifestazione      | Sede           | Evento                 | Risultato | Prestazione | Note                                     |
| ---- | ------------------- | -------------- | ---------------------- | --------- | ----------- | ---------------------------------------- |
| 2012 | Mondiali U20        | Barcellona     | Lancio del giavellotto | Argento   | 59,20 m     |                                          |
| 2015 | Campionati asiatici | Wuhan          | Lancio del giavellotto | Oro       | 61,33 m     | Record dei campionati                    |
| 2016 | Giochi olimpici     | Rio de Janeiro | Lancio del giavellotto | 23ª (q)   | 57,16 m     |                                          |
| 2017 | Mondiali            | Londra         | Lancio del giavellotto | 8ª        | 62,84 m     |                                          |
| 2018 | Giochi asiatici     | Giacarta       | Lancio del giavellotto | Oro       | 66,09 m     |                                          |
| 2019 | Mondiali            | Doha           | Lancio del giavellotto | Argento   | 65,88 m     | Miglior prestazione personale stagionale |
| 2021 | Giochi olimpici     | Tokyo          | Lancio del giavellotto | Oro       | 66,34 m     | Miglior prestazione personale stagionale |
| 2022 | Mondiali            | Eugene         | Lancio del giavellotto | 4ª        | 63,25 m     |                                          |
| 2023 | Campionati asiatici | Bangkok        | Lancio del giavellotto | Argento   | 61,51 m     |                                          |
| 2023 | Mondiali            | Budapest       | Lancio del giavellotto | 6ª        | 61,66 m     | Miglior prestazione personale stagionale |
| 2023 | Giochi asiatici     | Hangzhou       | Lancio del giavellotto | 5ª        | 57,62 m     |                                          |